# Hayes, Moselle
Hayes là một xã trong vùng Grand Est, thuộc tỉnh Moselle, quận Metz-Campagne, tổng Vigy. Tọa độ địa lý của xã là 49° 10' vĩ độ bắc, 06° 22' kinh độ đông. Hayes nằm trên độ cao trung bình là 211 mét trên mực nước biển, có điểm thấp nhất là 207 mét và điểm cao nhất là 307 mét. Xã có diện tích 11,99 km², dân số vào thời điểm 2004 là 168 người; mật độ dân số là 12,1 người/km². Gần xã là 2 lâu đài Château de Hayes và Château de Lue.

## Thông tin nhân khẩu
| 1962 | 1968 | 1975 | 1982 | 1990 | 1999 |
| ---- | ---- | ---- | ---- | ---- | ---- |
| 143  | 153  | 137  | 158  | 157  | 178  |